# Haima Automobile
Haima Automobile Co., Ltd, opérant également sous le nom Haima, est un constructeur automobile chinois localisé à Hainan et une filiale de FAW Group. Ses activités principales incluent la conception, le développement, la production et la vente de voitures de tourisme et camionnettes vendus sous la marque Haima. Haima a été fondée en 1992 en tant qu'entreprise collaborative entre le gouvernement provincial de Hainan et le constructeur japonais Mazda, dans le but de produire des modèles Mazda pour le marché chinois.
En 2006, la part de l'entreprise de Mazda est acquise par FAW Group, bien que de nombreux modèles Haima intègrent encore la technologie des Mazda de l'époque. À partir de 2012, Haima avait une capacité de production annuelle d'environ 400 000 véhicules. Le nom « Haima » est une contraction de « Hainan Mazda », nom d'une des deux joint-ventures chinoises de Mazda (devenue par la suite FAW-Mazda).

## Histoire
La société est fondée en janvier 1992 sous le nom de Hainan Mazda Motor, en tant qu'entreprise collaborative entre le gouvernement provincial de Hainan et Mazda, dans le but de produire des modèles Mazda à vendre en Chine. L'accord de coentreprise dure jusqu'en 2006, jusqu'à ce que la part de Hainan Mazda soit acquise par FAW Group,, et que la société soit devenue une filiale de FAW. Bien que Haima conserve le droit de fabriquer et de vendre les anciens modèles Mazda ainsi que d'utiliser la technologie Mazda pour étayer ses produits auto-conçus, l'utilisation de la marque Mazda lui est interdite. Cela ne signifie pas nécessairement que Haima ait complètement rompu les liens vers son ancien partenaire, notamment les transferts de technologie qui peuvent continuer.
En août 2008, Haima commence la construction d'une troisième usine d'assemblage à Hainan, avec une capacité de construire à 100 000 unités par an. Les deux autres usines sont situées à Haikou (Hainan), et dans la ville de Zhengzhou ; les deux ayant une capacité de production de 150 000 véhicules complets par an. En novembre 2010, une usine de montage de kits knock-down de la Haima 3 a été ouverte à Tcherkessk, en Russie, par Derways Automobile Company.

## Modèles
Haima construit, en date de 2013, les voitures suivantes dont la technologie est acquise par Mazda, :
- Actuels
  - Haima 1 (1,0 litre), produit par Zhengzhou Haima.
  - Haima 2 (1,3 et 1,5 litre)
  - Haima Happin basée sur l'ancienne Mazda Famila/323 sedan.
  - Haima Family II/Family VS sedan / hatchback (1,6 litre)
  - Haima 7 SUV (2 litres)
  - Haima S7 SUV (2 litres)
  - Haima Freema (1,6 et 1,8 litre)
  - Haima Fstar Minivan, produit par Zhengzhou Haima.

- Anciens
  - Haima Family (1,6 litre)
  - Haima 3 hatchback / sedan (1,6 litre)
  - Mazda 626
  - Mazda 929
  - Mazda 6450 MPV minivan
  - Mazda 6440 Monospace
  - Mazda 6470 Break sur base de 929
  - Haima CA7130 Berline
  - Haima CA6430M Hayon

## Logo
Le logo de Haima représente un oiseau mythique s'envolant d'un soleil levant.

## Sport automobile

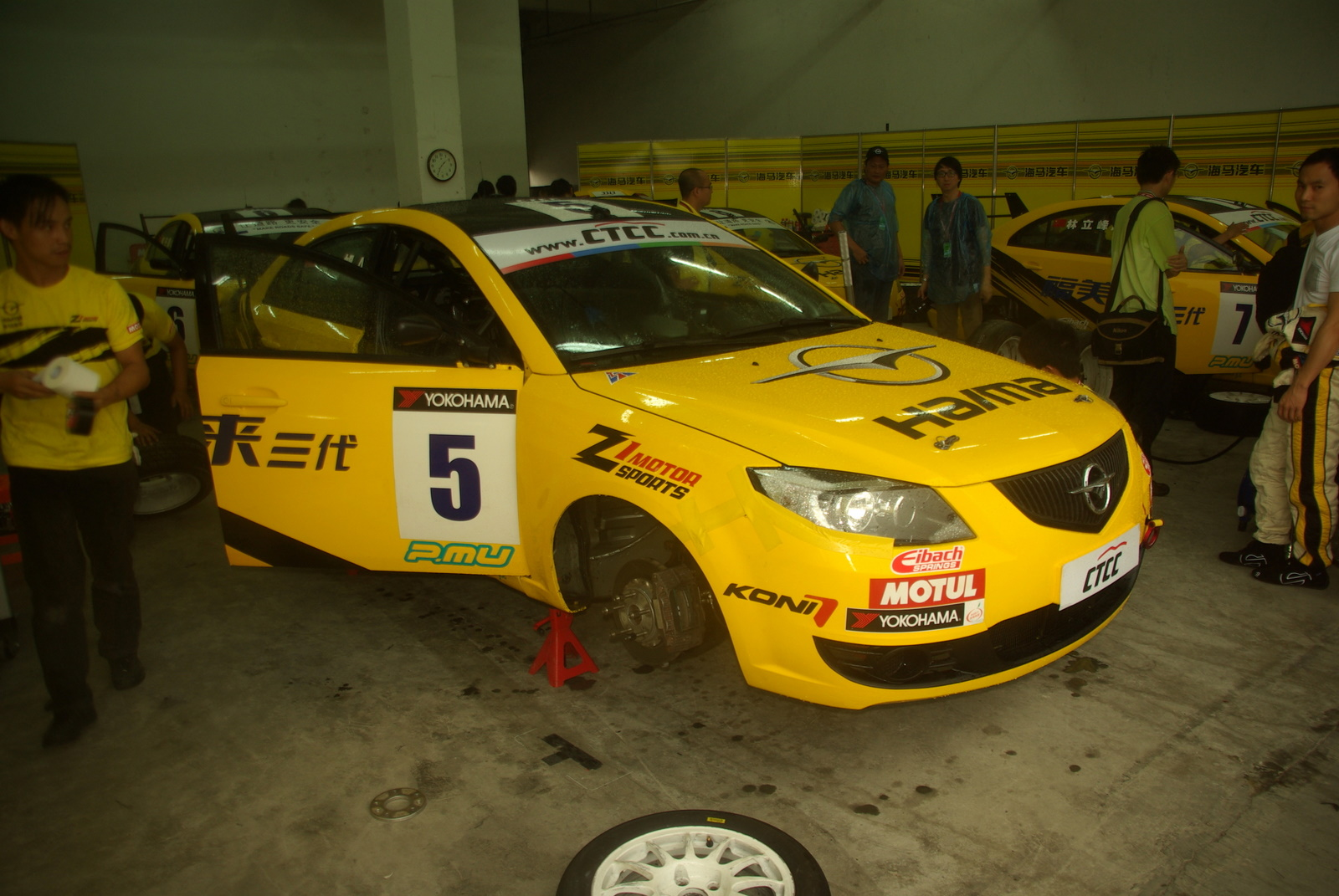
Voiture Haima.

Haima concourt au China Touring Car Championship avec l'équipe de famille Haima,.

## Ventes
- 2009 : 118 000[13]
- 2010 : 200 000[13]
- 2011 : 230 000[13]
- 2012 : 137 188[14]